# Rufosophronica rufoflava
Rufosophronica rufoflava är en skalbaggsart som beskrevs av Stefan von Breuning 1971. Rufosophronica rufoflava ingår i släktet Rufosophronica och familjen långhorningar.
Artens utbredningsområde är Madagaskar. Inga underarter finns listade i Catalogue of Life.